# Agnete
Agnete Kristin Johnsen (ur. 4 lipca 1994 w Nesseby) – norweska piosenkarka, reprezentantka Norwegii w 61. Konkursie Piosenki Eurowizji (2016).

## Życiorys
Jest Laponką. Jej matką jest autorka książek dla dzieci Signe Iversen. 

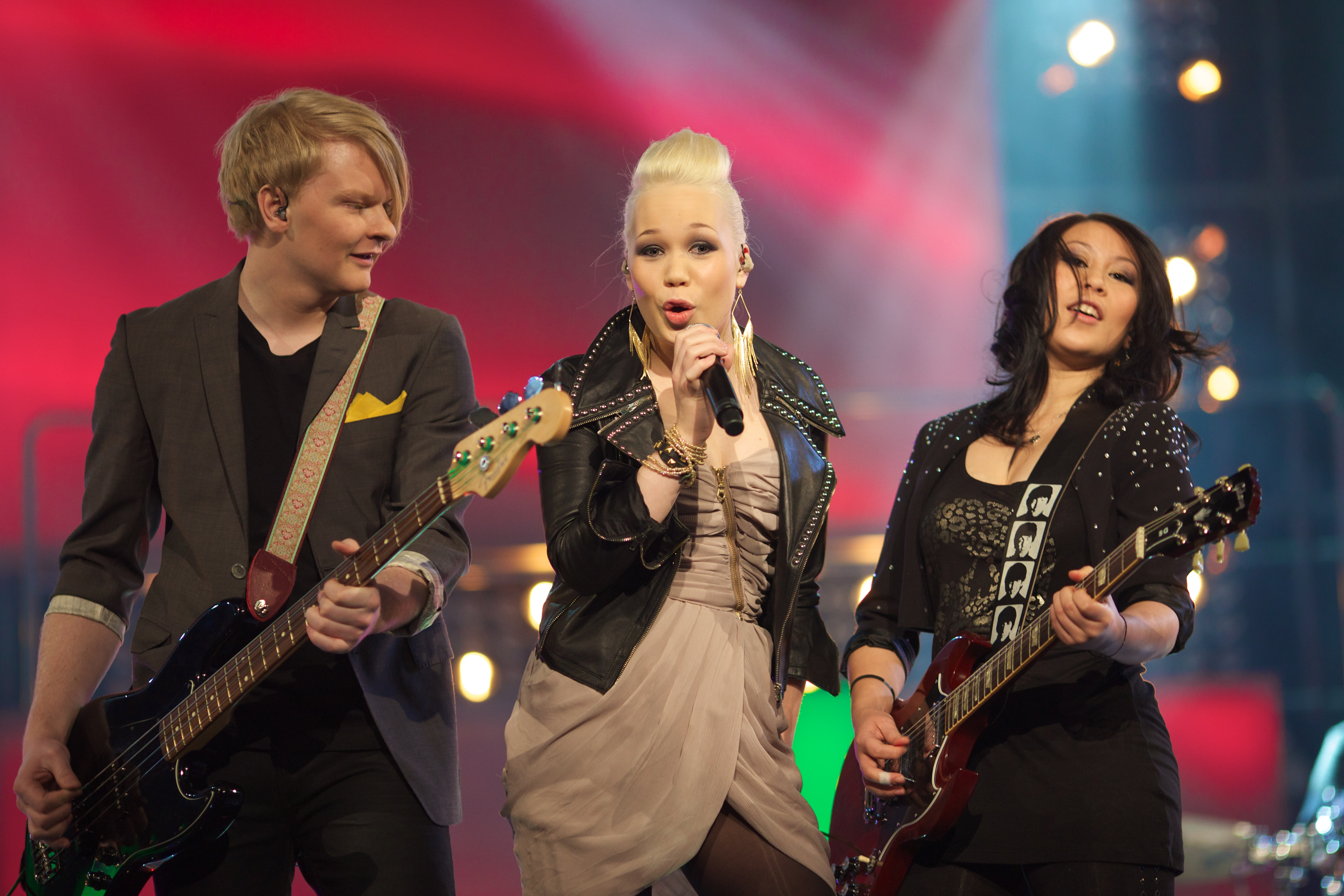
Agnete podczas Melodi Grand Prix 2011

W 2008 została członkinią zespołu The BlackSheeps, z którą dzięki piosence „Oro jaska, beana” wygrała w finale programu Melodi Grand Prix Junior 2008. Po udziale w programie Melodi Grand Prix 2011 grupa zakończyła działalność, a Agnete rozpoczęła karierę solową.
W 2014 w parze z Jegorem Filipenko zwyciężyła w finale 10. edycji programu Skal vi danse?. W 2015 uczestniczyła w reality show 71° nord. W 2016 zwyciężyła w programie Melodi Grand Prix 2016 z piosenką „Icebreaker”, po czym, reprezentując Norwegię, zajęła 13. miejsce w drugim półfinale 61. Konkursu Piosenki Eurowizji w Sztokholmie. W 2022 w parze z Jørgenem Nilsenem zajęła drugie miejsce w finale specjalnej edycji programu Skal vi danse? z udziałem uczestników poprzednich sezonów.

## Dyskografia
Single
| Rok  | Tytuł                  | Najwyższa pozycja | Album |
| Rok  | Tytuł                  | NOR               | Album |
| ---- | ---------------------- | ----------------- | ----- |
| 2013 | „Goin’ Insane”         | –                 | –     |
| 2014 | „Mama”                 | –                 | –     |
| 2016 | „Icebreaker”           | 11                | –     |
| 2020 | „Beginning of the End” | –                 | –     |

Gościnnie
- „Hurricane Lover” (Carina Dahl feat. Agnete)